# Saturnina Wadecka
Saturnina Leokadia Wadecka (ur. 29 listopada 1922  w Nowych Skalmierzycach, zm. 25 grudnia 1998 w Warszawie) – polska pisarka, autorka utworów dla dzieci i młodzieży.

## Życiorys
Ukończyła studium dziennikarskie. Debiutowała jako pisarka w 1939 roku na łamach czasopisma „Wicie Jaroty”. W latach 1944–1947 była oficerem Ludowego Wojska Polskiego. W latach 1948–1968 była redaktorką czasopism wojskowych. W 1984 roku otrzymała nagrodę Prezesa Rady Ministrów za twórczość dla dzieci i młodzieży.

## Twórczość wybrana
- Adam i Ewa
- Bez drogowskazu
- Budziszyn – kwiecień 1945
- Egzamin niedojrzałości
- Ewa, Adam i reszta
- Generał Karol Świerczewski „Walter” 1897–1947
- Lestek
- Miecz Gościwita
- Nad Nysą Łużycką 1945
- Nad Turią i Bugiem 1944
- Odpowiadać nie mogę
- Opowieść Pyrki
- Pod Budziszynem 1945
- Przez ogień i wodę
- W miasteczku pod wiatrakiem
- W rodzinnym gnieździe
- Wyzwolenie Pragi 1944